# Let's Get Together Now
「Let's Get Together Now」（レッツ・ゲット・トゥゲザー・ナウ）は、2002年3月13日に発売されたVoices of KOREA/JAPANのシングル。
2002 FIFAワールドカップ公式テーマソング。「JAPAN ver.」「KOREA ver.」の2パターンがある。

## メンバー
- CHEMISTRY
- Sowelu
- Lena Park
- Brown Eyes

## 収録曲
1. Let's Get Together Now (JAPAN ver.)
  - 作詞：Yoshimitsu Sawamoto、Kiyoshi Matsuo／作曲：Daisuke Kawaguchi、Kim,Hyung Suk／編曲：Kim,Hyung Suk
2. Let's Get Together Now (KOREA ver.)
  - 作詞：Lena Park、Kim,Hyung Suk／作曲：Daisuke Kawaguchi、Kim,Hyung Suk／編曲：Kim,Hyung Suk
3. Let's Get Together Now (JAPAN ver.)〜LESS VOCAL
4. Let's Get Together Now (KOREA ver.)〜LESS VOCAL

## カバー
- 川口大輔「Sunshine After Monsoon」（2004年5月19日）
  - 3.Let' Get Together Now
- CHEMISTRY「Second to None」（2003年1月8日）
  - 10.Let's Get Together Now (Tokyo Calling)/Interlude〜@Yuigahama,KAMAKURA〜
- ジョニー・ウッズ「GROOVE〜永遠に/Let's Get Together Now」（2002年4月24日）
  - 12.Let's Get Together Now
- オムニバス「2002 FIFA WORLD CUP TM OFFICIAL ALBUM SONGS OF KOREA/JAPAN」（2002年5月29日）
  - Disc-1 2.Let's Get Together Now(KOREA/JAPAN ver.)

## ショートフィルム
キム・ソンス監督により、本楽曲をモチーフとした6分05秒のショートフィルムが制作された。製作期間は6か月。2分半に編集したバージョンが、2002 FIFAワールドカップの日本側の会場で試合前に大型ビジョンで上映された。なお、韓国側の会場ではVoices of KOREA/JAPANのレコーディング風景を収めたオフィシャルビデオが上映された。